# Viaggio verso il sole
Viaggio verso il sole (Güneşe Yolculuk) è un film del 1999 diretto da Yeşim Ustaoğlu.

## Trama
Mehmet, un ragazzo originario di Tire trasferitosi a Istanbul, lavora presso la compagnia di manutenzione idrica della città. La sua ragazza, Arzu, lavora in una lavanderia; inoltre ha stretto una particolare amicizia col curdo Berzan.
I suoi guai cominciano quando, a causa di un malinteso (e anche per i suoi tratti somatici), viene arrestato dalla polizia perché ritenuto un terrorista curdo. Dopo essere stato brutalmente picchiato, viene rilasciato ma nel giro di pochi giorni perde l'alloggio e il lavoro. Quando il suo amico Berzan muore a causa di un'emorragia cerebrale in seguito a degli scontri con la polizia durante una manifestazione di protesta, Mehmet decide di intraprendere un lungo viaggio per portare la salma nel suo paese natale.

## Distribuzione

### Edizione italiana
Il doppiaggio italiano del film fu realizzato dalla CVD e curato da Maura Vespini.